# 室戸岬町

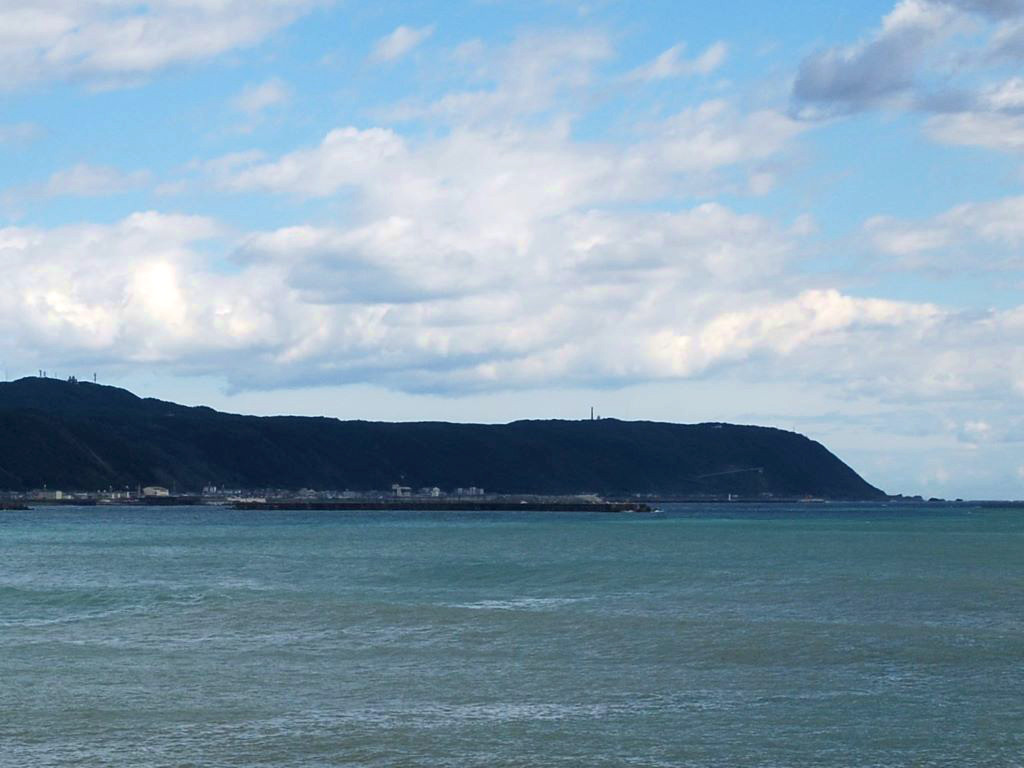
室戸岬遠望

室戸岬町（むろとみさきちょう）は、高知県室戸市の町丁。2015年3月31日現在の人口は3,109人。郵便番号は781-7101。本項ではかつて同区域に存在した安芸郡津呂村（つろむら）、津呂町（つろちょう）、室戸岬町（むろとみさきちょう）についても記す。

## 地理
室戸市の南端、東で太平洋、西で土佐湾に面した南北7キロメートルにわたる区域にあたる。北と西で室津・領家、北で佐喜浜町に接する。海岸沿いに国道55号、北から南へ稜線に沿って高知県道203号室戸公園線（室戸スカイライン）、市中心部から三津地区に向けて東西に高知県道202号椎名室戸線が通過する。

### 海洋
- 太平洋
- 土佐湾

### 岬
- 室戸岬

### 山岳
- 尾垂山

### 河川
- 椎名川

## 歴史
- 幕末 - 安芸郡津呂村が存在。「旧高旧領取調帳」の記載によると高知藩領。
- 明治4年7月14日（1871年8月29日） - 廃藩置県により高知県の管轄となる。
- 1889年（明治22年）4月1日 - 町村制の施行により、近世以来の津呂村が単独で自治体を形成。
- 1928年（昭和3年）1月1日 - 津呂村が町制施行して津呂町となる。
- 1929年（昭和4年）10月1日 - 津呂町が改称して室戸岬町となる。
- 1934年（昭和9年）9月21日 - 室戸台風による暴風雨、波浪。海岸付近の集落で著しい被害[3]。
- 1950年（昭和25年）3月24日 - 昭和天皇の戦後巡幸[4]。
- 1959年（昭和34年）3月1日 - 室戸岬町が室戸町・吉良川町・佐喜浜町・羽根村と合併して室戸市が発足。同市の字となる。

## 交通

### バス
高知東部交通
- 高知 - 室戸 - 甲浦線
  - 安芸営業所 - あき総合病院 - 安芸駅 - 伊尾木 - 大山岬 - 唐の浜中央通 - 安田役場通 - 田野役場通 - 奈半利駅 - 奈半利 - 羽根船場 - 吉良川冨屋前 - 行当 - 室戸高校 - 室戸 - 室戸営業所 - 室戸岬 - 室戸岬ホテル前 - ディープシーワールド - 佐喜浜支所前 - 野根 - 東洋町役場前 - 甲浦駅 - 甲浦 - 甲浦岸壁

### 道路
- 国道55号
- 高知県道202号椎名室戸線
- 高知県道203号室戸公園線（室戸スカイライン）

## 施設

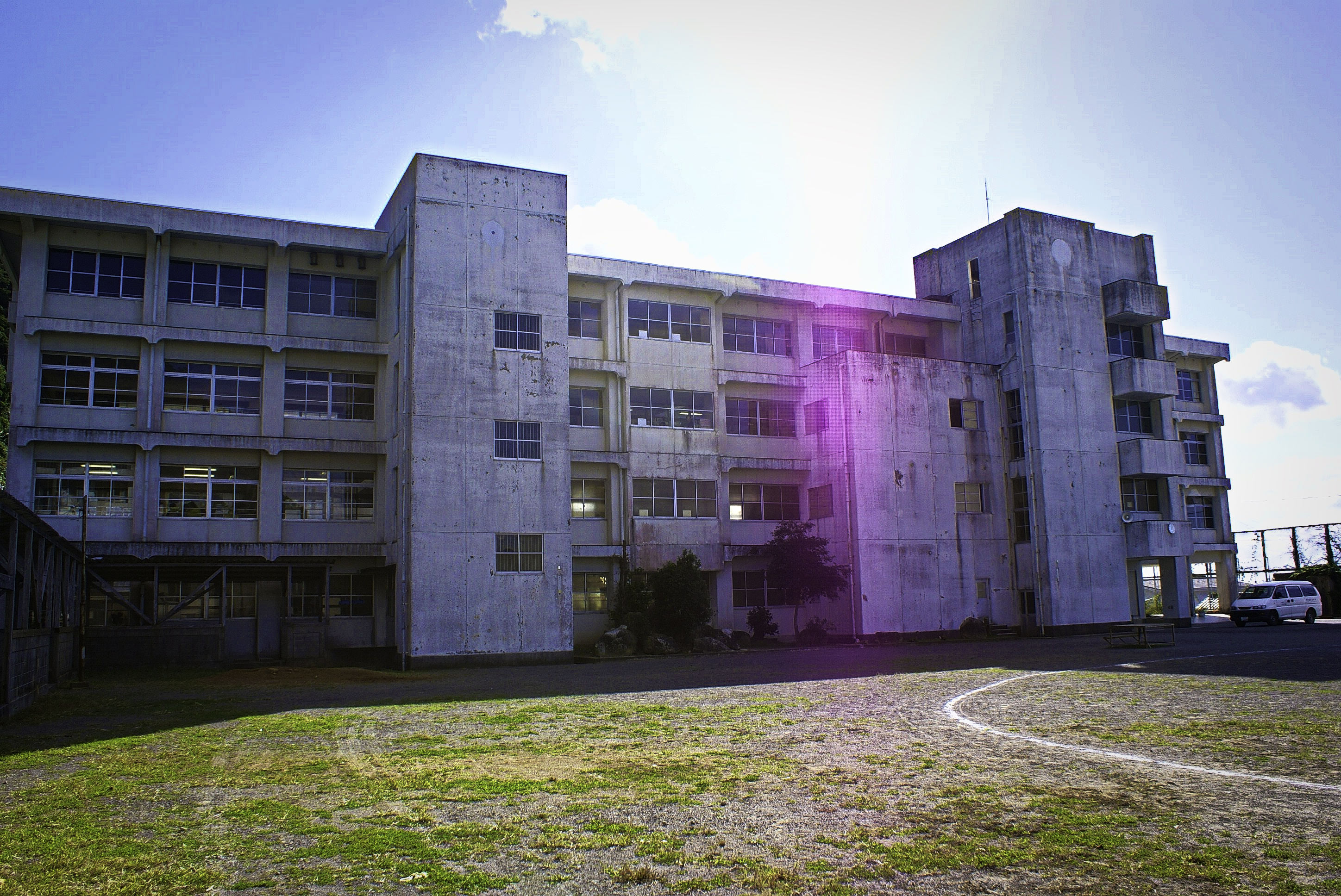
2018年度で閉校となった室戸市立室戸岬小学校

- 室戸市立室戸岬中学校 - 閉校・室戸中学校に統合
- 室戸市立室戸岬小学校 - 2018年度閉校・室戸小学校に統合
- 室戸市立三高小学校 - 閉校・室戸小学校に統合
- 旧室戸市立椎名小学校 - 現在のむろと廃校水族館
- 菜生保育所
- 県営住宅菜生団地
- 高知県立室戸体育館
- 室戸岬郵便局
- 三津簡易郵便局
- 高知県室戸警察署
- 杉尾神社
- 薬師寺
- 阿南室戸歴史文化道
  - 最御崎寺
  - 御厨人窟

## 出身著名人
- 初代多田五郎右衛門（捕鯨家、土佐突捕鯨の始祖）
- 多田吉左衛門（捕鯨家、土佐網取捕鯨の始祖）
- 多田耕太郎（漁業経営者、政治家）
- 和気一作（漫画家）